# هجوم حماة 2013
هجوم حماة 2013 كان عملية عسكرية أطلقها الثوار السوريون خلال الحرب الأهلية السورية في الجزء الشرقي من محافظة حماة، في محاولة لفتح جبهة جديدة، بعد توقف هجماتهم في المحافظة. تمكن الثوار مؤقتا خلاله من السيطرة على 10 قرى.